# Ленинск-Кузнецкий
Ле́нинск-Кузне́цкий (до 1922 года — Кольчу́гино, в 1922—1925 годах — Ле́нино) — город областного значения в Кемеровской области России, административный центр Ленинск-Кузнецкого района, в состав которого не входит, и Ленинск-Кузнецкого городского округа. Город трудовой доблести и воинской славы (Кузбасс). Город трудовой доблести (Россия) с 15 января 2025 года.
Основное богатство города — уголь, запасы которого исчисляются миллиардами тонн.
В начале XX века — административный центр Кольчугинского уезда и Кузнецкого округа Сибирского края.
Население — 88 171 человек (2025).
Распоряжением Правительства РФ от 29.07.2014 № 1398-р (ред. от 13.05.2016) «Об утверждении перечня моногородов» включён в список моногородов Российской Федерации с риском ухудшения социально-экономического положения.

## Этимология
Существует несколько точек зрения касательно происхождения старого названия населённого пункта — Кольчугино. Одна из них гласит, что название произошло от рода деятельности основателя заимки. Вторая утверждает, что заимку основал крестьянин по фамилии Кольчугин. Однако ряд изысканий, с первыми результатами которых широкую публику ознакомили в 2013 году, указывают на то, что название Кольчугино произошло от кольчуг, которые находили местные жители на своих огородах.
Город Ленинск-Кузнецкий — первый населённый пункт, названый в честь Владимира Ленина ещё при его жизни. При получении статуса города в 1925 году к названию «Ленино» (Ленинск) была добавлена вторая часть названия — «Кузнецкий», поскольку в это же время близ Омска был дан статус города посёлку Ленинск, и чтобы не возникало путаницы, ему было дано название город Ленинск-Омский. Через 5 лет Ленинск-Омский был включён в состав Омска, а Ленинск-Кузнецкий остался на то время единственным городом Ленинском в СССР, так что приставка «Кузнецкий» оказалась уже лишней, но убирать её не стали.

## География
Город Ленинск-Кузнецкий находится в западной части Кемеровской области, в центре Кузнецкой котловины, на перекрёстке «семи дорог» между Алтайским краем, Новосибирской областью и Красноярским краем. Город расположен на реке Ине (приток Оби), в 80 км к югу от Кемерова. Занимает территорию более 12,5 тыс. га. На 2024 площадь территории города составляет 11,3 тыс га 113 км².

### Часовой пояс
Город Ленинск-Кузнецкий, как и вся Кемеровская область находится в часовой зоне МСК+4. Смещение применяемого времени относительно UTC составляет +7:00.
14 сентября 2009 года Правительством Российской Федерации было принято постановление о применении на территории Кемеровской области времени пятого часового пояса — Омского времени. Переход на новый часовой пояс в области произошёл 2п 2010 года, когда в России осуществлялся плановый переход на летнее время. В результате разница во времени между Ленинском-Кузнецким и Москвой сократилась с четырёх до трёх часов.
1 июля 2014 года Госдума приняла постановление о применении на территории Кемеровской области времени шестого часового пояса — Красноярского времени при плановом переходе на зимнее время. В связи с этим разница во времени между Ленинском-Кузнецким и Москвой снова увеличилась с трёх до четырёх часов.

### Экологическая ситуация
Экологическая ситуация в городе достаточно сложная, так как город отапливается за счёт угольных котельных. Играет свою роль в экологической ситуации и сама добыча угля, на подработанных почвах строить достаточно сложно. Единственная крупная река в пределах города — Иня — очень загрязнена, вода имеет много примесей за счёт сбросов воды с Беловской ГРЭС и остатков токсичных веществ ныне закрытого КСК.
Город обеспечен сырьём для производства кирпича: имеются месторождения строительных песков, глин, известняков.

### Агломерация
По оценкам ряда экспертов, город Ленинск-Кузнецкий можно считать как одним из двух ядер (наряду с Беловом) Центрально-кузбасской конурбации с населением приблизительно 400 тысяч человек в составе Ленинска-Кузнецкого, Полысаева, Белова, Гурьевска и Салаира, так и третьим ядром большой Кузбасской конурбации (наряду с Новокузнецком и Кемеровом).. Округ занимает площадь 2400 км² 240 тыс. га, из них ~135 тыс. км² пашня, деревья\кустарники 26,1 тыс. га 261 км².

## История

### XVIII век
Первое упоминание о заимке Кольчугино Колыванской губернии Томского уезда относится к 1759 году. Ранее считалось, что название заимки произошло от фамилии её основателя, однако более поздние исследования указали на то, что местные жители находили на своих участках кольчуги, и уже от этого пошло название. Тогда это была ничем не отличающаяся от других населённых пунктов деревушка, в которой проживало 69 человек из числа Пономарёвых, Ананьиных, Худяковых и Шалковых. В 1791 году выясняется, что Кольчугино находится у самого ложа угленосных пластов, что потом сыграет достаточно большую роль в развитии деревни. Добыча угля велась в бытовых масштабах местными жителями будущего города для обогрева домов.

### XIX век
При создании Томской губернии с 1804 по 1912 год Кольчугино относилось к её Кузнецкому уезду, Касьминской волости. В 1834 году здесь проживало в районе 350 человек.

В 1836 году сюда приезжают первые переселенцы из Польши, которые уже в 1859—1861 годах построят первую в селе церковь. Позже Покровский приход станет Серафимо-Покровским женским монастырём — первым монастырём в Кузбассе. Населённый пункт становится полноценным селом. 

Место первой шахты Успех Кольчугинского рудника

В 1883 году в Кольчугине открывают шахту «Успех», после чего деревня становится угледобывающей столицей Алтайского горного округа (в составе Томской губернии). Необходимость строительства шахты была связана с бурным развитием металлургии в районе Гурьевска. В результате исследований было выяснено, что именно Кольчугинское месторождение является наиболее перспективным.
Предположительное место первой шахты «Успех» Кольчугинского рудника находится при пересечении улицы Вострикова с улицей Садовой и оформлен в виде плиты, на которой установлен символический копер. Он был установлен в 30-е годы 20 века. В наше время историки отрицают достоверность местонахождения шахты в этом месте.
В 1896 году вводятся в строй шахта «Николаевская» и штольня «Журинская».

### XX век

#### Российская Империя
После открытия Анжерского рудника интерес государства к Кольчугинскому руднику стремительно падает. Государство проводит ряд попыток сдать рудник в аренду частным лицам, но все они терпят крах, как и последующие попытки государства самостоятельно развивать угледобычу. В 1909 году добыча угля прекращается, а уже в 1912 году имущество рудника распродают на аукционе.
Однако в этот же год Кольчугино становится волостным селением. Помимо Кольчугина, в состав волости вошли деревни Хмелёво, Егозово, Байкаимская, Полысаево, Мохово и Красноярская.
В октябре 1912 года Кабинет Его Императорского Величества заключает договор с группой промышленников и представителей крупного капитала во главе с бывшим туркестанским генерал-губернатором В. Ф. Терповым и председателем правления Петербуржского Международного банка С. С. Хрулёвым.
В январе 1913 года Кольчугинский рудник переходит под управление акционерного общества Кузнецких каменноугольных копей — Копикуз. В этот же год обществом закладывается шахта «Капитальная», которой было суждено стать крупнейшей шахтой в Российской Империи.
В 1914 году в город приходит ветвь Томской железной дороги, выделенная в отдельную, Кольчугинскую железную дорогу. Строится шахта «Вентиляционная».
1915 год ознаменовался строительством первого двухэтажного каменного здания на руднике — дома управляющего Кольчугинским рудником. Здание выполнено в стиле эклектика архитектором Садовым. В наши дни здание занято художественной школой, само же здание является объектом культурного наследия регионального значения. На момент 1915 года здесь проживает уже около 1,5 тысяч человек, в том числе переселенцы из европейской части России и венгры.
В 1916 году значительно расширяется железнодорожная сеть будущего города — ветки подходят к шахтам «Капитальная», «Журинская» и «Николаевская». Добыча угля составляет в районе 170 тысяч тонн.
Низкие условия труда вкупе с массовым переселением из разных уголков страны вызвали небывалый подъём уровня криминала на руднике. Уместно говорить, что в 1910-х годах Кольчугино становится криминальной столицей Кузбасса. Малый уровень государственного контроля привлек в Кольчугино не только уголовников, но и политических преступников и агитаторов. Одним из наиболее важных из них стал большевик Франц Суховеров.
В 1916 году в городе начинает работать театр. Первая постановка представляла собой пьесу Александра Островского «Не так живи, как хочется». Дебют произошёл 8 марта 1916 года, после чего на театральные представления в Кольчугино приезжали со всех близлежащих городов и селений, в том числе из Кузнецка, Томска и Ново-Николаевска.

#### Революционные события и Гражданская война

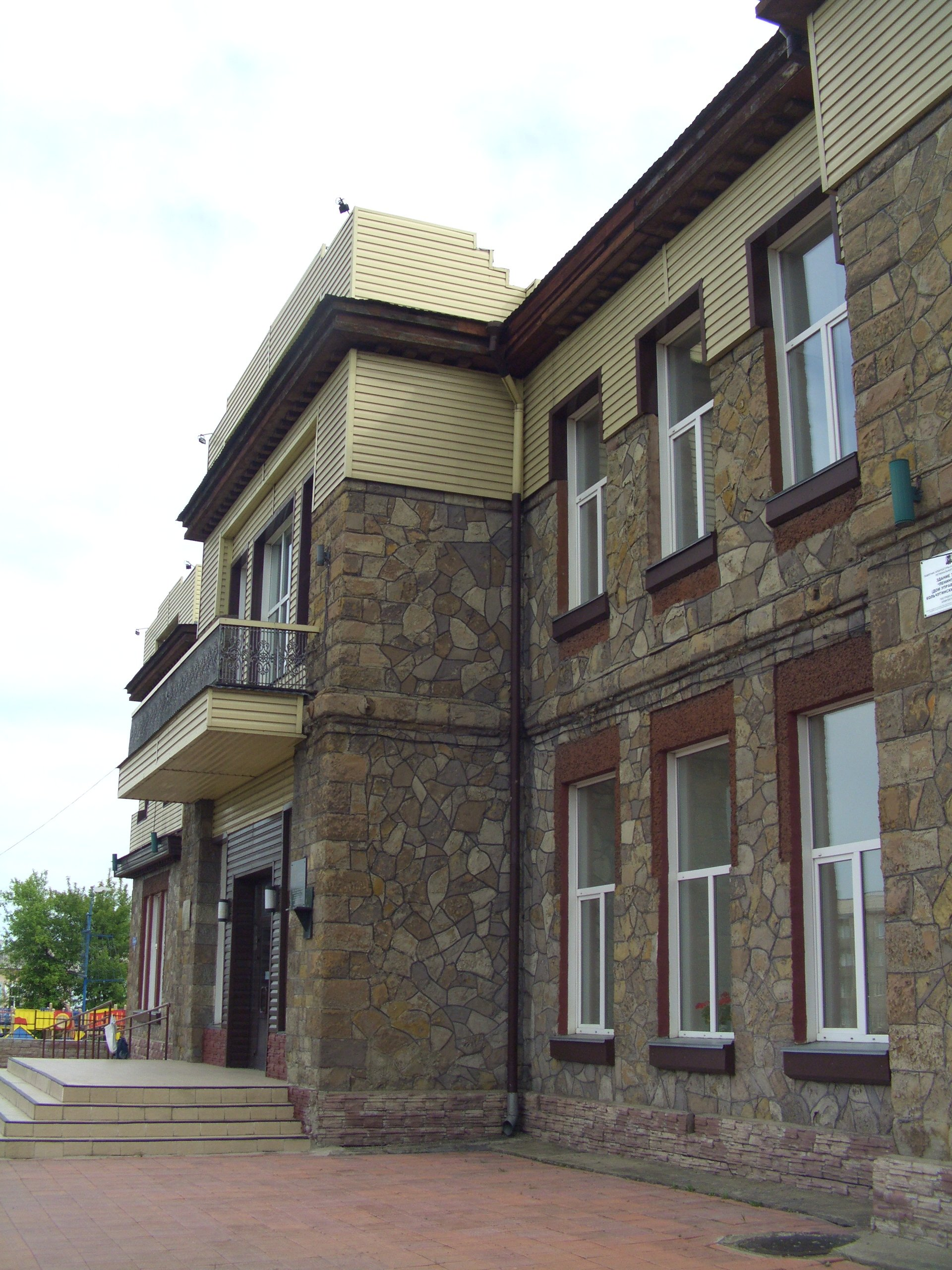
Дом управляющего Кольчугинским рудником, 2017 год

Новость о февральских событиях в Петрограде добралась до Кольчугина 3 марта. В этот же день был организован митинг в поддержку Временного правительства. Одним из основных ораторов был Франц Суховерхов. Митингующие выступили за суд над царём Николаем II.
В 1917 году в Кольчугине создаётся Комитет общественной безопасности, который отвечал за экономику рудника и борьбу с пьянством. Параллельно создаётся Совет рабочих депутатов, который уже 13 марта 1917 года выдвигает ряд требований к рудничной администрации касательно условий труда. Требования содержали увеличение зарплаты в 2 раза, пенсионные выплаты и уменьшение рабочего дня до 8 часов. Взамен рабочие обещали поддерживать трудовую дисциплину и повышать производительность своего труда. Управляющий К. В. Зданович соглашается на требования рабочих, однако вскоре с аналогичными требованиями выступают служащие — бухгалтерия, инженеры и кассиры. Зданович отвечает отказом, после чего интеллигенция лоббирует смену руководства рудника.
В 1918 году прошли новые выборы в Совет рабочих депутатов. Новый созыв переподчинил себе силовые структуры и национализировал активы общества «Копикуз». Однако левые настроения в Сибири не были так однозначны. В это же время в Ново-Николаевске произошло восстание Чехословацкого легиона, а в близлежащем селе Брюханове, некогда богатом за счёт разведения коней и поставок масла в Европу, крестьяне свергли просоветскую власть. Уже 4 июня 1918 года белочехи и крестьяне провели успешное наступление на Кольчугино, где было возвращено управление рудничной администрации. Левые силы уходят в подполье.

##### Мартовское восстание и его последствия
Находившиеся в подполье левые силы после июньских событий 1918 года принялись за подготовку восстания. Некоторое время не утихали споры о времени восстания, но в итоге было решено выступить с 5 на 6 апреля 1919 года. В эту ночь рудничное управление организовывало благотворительный бал в доме управляющего рудником, деньги с которого должны были пойти на поддержку белой армии адмирала Колчака.
В 11—12 часов ночи восставшие захватывают штаб колчаковского гарнизона, вокзал и дом управляющего рудником. О захвате штаба извещает гудок шахты «Николаевская». Новость о восстании передаётся телеграфистом в Щегловск, где подобное восстание потерпело крах. Из Щегловска выдвигаются силы на подавления восстания в Кольчугине.
Утром 6 апреля у рудничной школы повстанцами был собран митинг, на котором избрали городской Исполнительный комитет Совета рабочих депутатов. Там же производилась активная запись в ряды Красной армии. Когда же весть о том, что восстание не было поддержано в других городах, дошла до местных повстанцев, было принято решение собрать отряд из 80 человек и выдвинуться на Алтай для поддержки местного партизанского движения.
8 августа в Кольчугино вступают силы подполковника Буланцева, успешно подавляющие восстание. Подполковник создаёт военно-полевой суд. В руки суда попадает список записавшихся в ряды Красной армии, который и становится списком для вынесения приговоров повстанцам.
В 1919 году сибирское правительство Колчака выделило из Кузнецкого уезда Томской губернии отдельный Кольчугинский уезд, в который вошёл практически весь северный Кузбасс.
Большевики захватили Томскую губернию в декабре 1919 года, в ходе наступления 5-й Красной Армии на Сибирь. Кольчугино перестало быть административным центром уезда: вновь в прежних границах был восстановлен прежний Кузнецкий уезд Томской губернии.

#### Первые годы в РСФСР
Несмотря на ликвидацию Кольчугинского уезда, большевики решили, что Кольчугино должно стать новым региональным центром. В январе 1922 года правительство выделяет Кузбассу типографское оборудование, которое было установлено в Кольчугине на берегу реки Иня. В одноэтажном здании начинает выпускаться уездная газета «Кузбасс». Постановлением ВЦИК от 10 июля того же года село Кольчугинское переименовано в Ленинское, что становится первым случаем переименования населённого пункта в честь советского лидера.
В первой половине 1920-х гг. Сибревком очень часто менял административно-территориальное деление Сибири. В 1923 году Кузнецкий уезд вновь делится на два уезда: Кузнецкий (центр — Кузнецк) и Щегловский (центр — Щегловск). Однако в конце 1924 года эта реформа отменена и вновь, перед окончательным упразднением (в мае 1925), восстановлен единый Кузнецкий уезд.
В 1924—1925 гг. Кузнецкий и Щегловский уезды Томской губернии РСФСР были преобразованы в Кузнецкий округ РСФСР. С 9 января 1925 по 14 июня 1926 гг. центром округа было определено Ленино (Ленинск-Кузнецкий). Решением Сибревкома с 6 июня 1925 года село Ленино преобразовано в город Ленинск-Кузнецкий, с населением около 18 тысяч человек. Однако скоро стало понятно, что новообразованный город не способен разместить в себе административные органы. Поэтому административные органы и редакция газеты «Кузбасс» были перенесены в Щегловск (Кемерово). Предполагалось, что эта мера будет временной, однако в городе так и не удалось создать подходящих условий для работы окружного руководства. Округ просуществовал до 1939 года: в 1925—1930 — в составе Сибирского края РСФСР, в 1930—1937 — в составе Западно-Сибирского края РСФСР, в 1937—1939 — в составе Новосибирской области.

#### Период индустриализации
В период индустриализации городские шахты активно развивались. В эти годы были основаны флагманы угольной промышленности Кольчугинского рудника и Кузбасса. Так, в 1929 году была основана шахта «Байкаимская», которая уже в 1931 году станет шахтой им. 7 ноября. В марте 1930 года была заложена шахта «Журинская-3» с проектной мощностью в 250 тысяч тонн угля в год. Позже, после объединения с шахтой «Капитальная», станет шахтой им. Е. Ярославского, ныне — шахтоуправление им. А. Д. Рубана. В том же 1930 году была заложена шахта «Капитальная-2», которую после смерти С. М. Кирова в 1934 назвали в его честь. В 1933 году была основана шахта «Комсомолец» с проектной мощностью 400 тысяч тонн в год.
В 1931 году был основан завод шахтного противопожарного оборудования, а несколькими годами ранее Ленинск-Кузнецкая горноспасательная станция стала Сибирской центральной горноспасательной станцией.
В 1932 году был основан Ленинск-Кузнецкий хлебокомбинат.
На конец 30-х годов XX века пришлось развитие исторического центра города. Так, были отстроены основные здания на площади Побед (которая после победы в Великой Отечественной войне станет площадью Победы), в том числе и уникальный по архитектурным решениям кинотеатр «Горкинотеатр», открытый в 1938 году. Это здание было построено в переходном стиле между советским конструктивизмом и сталинским ампиром. Позже, в 1945 году, кинотеатр получит имя «Победа». В конце 1934 года в городе появляется городской краеведческий музей — один из первых музеев Кузбасса. В этом же году произошло открытие городского парка, который в 1936 году получит имя М. Горького. Рядом с ним был открыт и городской стадион «Труд». Также в 1930 году была основана городская газета «Ленинский шахтёр».
К началу Великой Отечественной войны население города составляло около 80 тысяч человек.

#### Великая Отечественная война
Во время Великой Отечественной войны в город из европейской части страны были эвакуированы многие заводы, в том числе завод «Кузбассэлемент» и «Красный октябрь». Появлялись новые предприятия для производства продукции для нужд фронта, перепрофилировались старые гражданские предприятия. Однако не только заводы были эвакуированы в город.
В годы войны театральные труппы из Москвы и Украины заняли помещения Новокузнецкого драматического театра, в результате чего труппа Новокузнецкого театра переместилась в Ленинск-Кузнецкий. В это же время в город были эвакуированы жители блокадного Ленинграда. Так, своё детство в городе провели Игорь Кваша и Андрей Петров. Именно в Ленинск-Кузнецкий был эвакуирован преподавательский состав Ленинградской консерватории. Благодаря эвакуированным ленинградцам в городе появилась первая музыкальная школа.
В 1941 году в город из Москвы была переведена 2-я Московская Специальная артиллерийская школа. Она располагалась в Ленинске-Кузнецком до 1944 года.
С 1942 года по 1944 год на улице Пушкина располагалось пулемётное училище. До этого в городе располагался аэроклуб, воспитанники которого также принимали участие в войне.
В 1943 году из состава Новосибирской области была выделена Кемеровская область. К этому моменту город не смог создать подходящие условия для создания в нём областной администрации, поэтому временное решение о переносе окружных органов власти в Кемерово закрепилось как постоянное.
Многие жители Ленинска-Кузнецкого были призваны в ряды Красной армии. Так, во время войны из почти 90 тысяч человек населения на фронт ушли более 22 тысяч человек. Из них 5 тысяч человек погибли.
11 уроженцев города стали Героями Советского Союза. Среди них: Афанасий Петрович Шилин, дважды Герой Советского Союза, Зинаида Михайловна Туснолобова, Сергей Павлович Абрамцев, Сергей Константинович Алексеев, Дмитрий Иванович Бизяев, Илларион Романович Васильев, Тимофей Иванович Востриков, Пантелей Александрович Зварыгин, Иван Иванович Куренков, Александр Егорович Погорельцев, Петр Степанович Шакурин.
За годы войны город принял более 10 госпиталей. Первые раненые стали прибывать уже осенью 1941 года. Большое число госпиталей и доставка в город значительного количества раненных потребовали огромных усилий от местных властей по организации бесперебойного приёма и лечения раненных воинов. Госпитали заняли здания пяти школ, ремесленного училища, треста «Ленинуголь», около тысячи солдат находились на излечении в госпиталях города.

#### Послевоенные годы
После войны в городе остались многие эвакуированные предприятия. Также предпочли остаться в городе некоторые уроженцы Ленинграда. В городе находились лагеря для пленных японцев и немцев. Силами пленных достраивалась центральная часть города. Городские легенды гласят, что дома на площади Победы «с башенками» были построены именно военнопленными.

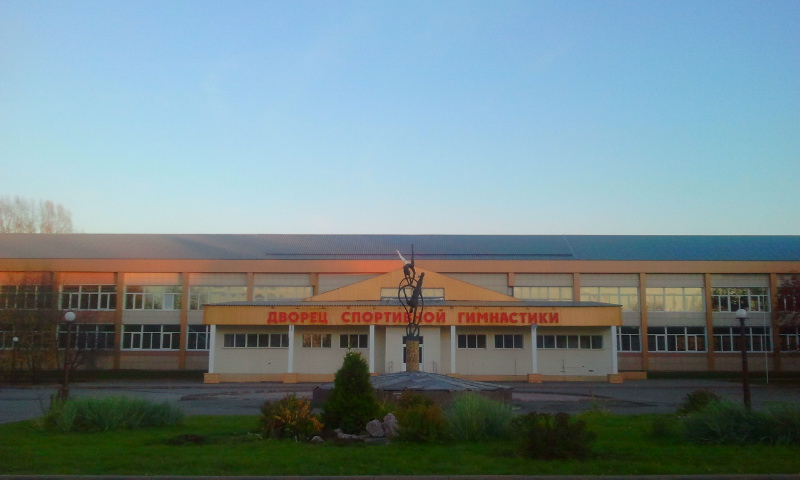
Дворец спортивной гимнастики

В 1960 году под руководством Иннокентия Ивановича Маметьева была основана школа олимпийского резерва по спортивной гимнастике. С 1964 года воспитанники школы представляют страну на международных соревнованиях. В 1970 году начинается строительство одного из крупнейших специализированных центров по подготовке спортивных гимнастов в мире, который распахнёт свои двери в 1972 году. Дворец спортивной гимнастики получил помост размером 100х30 метров. Через школу Маметьева прошли олимпийские чемпионы, чемпионы России и мира, заслуженные мастера спорта.
В марте 1965 года в районе посёлка Лапшиновка был заложен камвольно-суконный комбинат, который сдали уже в 1967 году. В это время на комбинате трудилось всего 40 человек, однако уже к 1990 году комбинат предоставлял жителям города 6,5 тысячи рабочих мест. Развитие промышленного гиганта привело к строительству в городе микрорайона № 1. В 2006 году комбинат был ликвидирован, а на его базе было создано несколько частных предприятий.
В 1968 году в городе был открыт новый автовокзал, построенный по типовому проекту. В 2000 году здание претерпевает капитальный ремонт, обретает уникальный облик посредством внешней отделки облицовочным кирпичом. Сегодня это один из крупнейших автовокзалов области, узел, связывающий Кемерово, Новокузнецк, Новосибирск, Томск и Барнаул. В том же году была произведена масштабная реконструкция стадиона «Труд», который позже станет стадионом «Шахтёр».
Решением Кемеровского облисполкома № 133 от 30 марта 1977 года в городскую черту был включён посёлок Лапшиновка из Демьяновского сельсовета, с землями 43 гектара, изъятыми из землепользования совхоза «Демьяновский».
Указом Президиума Верховного Совета РСФСР от 15 августа 1985 года образованы Кольчугинский и Октябрьский городские районы, которые были упразднены в сентябре 1989 года.
Период «Перестройки», как и во всём Кузбассе, ознаменовался массовыми шахтёрскими протестами. Однако если другие города региона получили не так много преимуществ в результате протестов, то Ленинск-Кузнецкий получил в их результате решение о строительстве больничного комплекса площадью 55 тысяч м² и особое отношение к местному футбольному клубу «Заря». С этого периода ФК «Заря» играет на равных с такими клубами, как ЦСКА, «Зенит» и «Динамо».
В 1989 году, по причине устранения деления города на Октябрьский и Кольчугинский районы, из состава города выведен отдельный город Полысаево.

#### 90-е годы

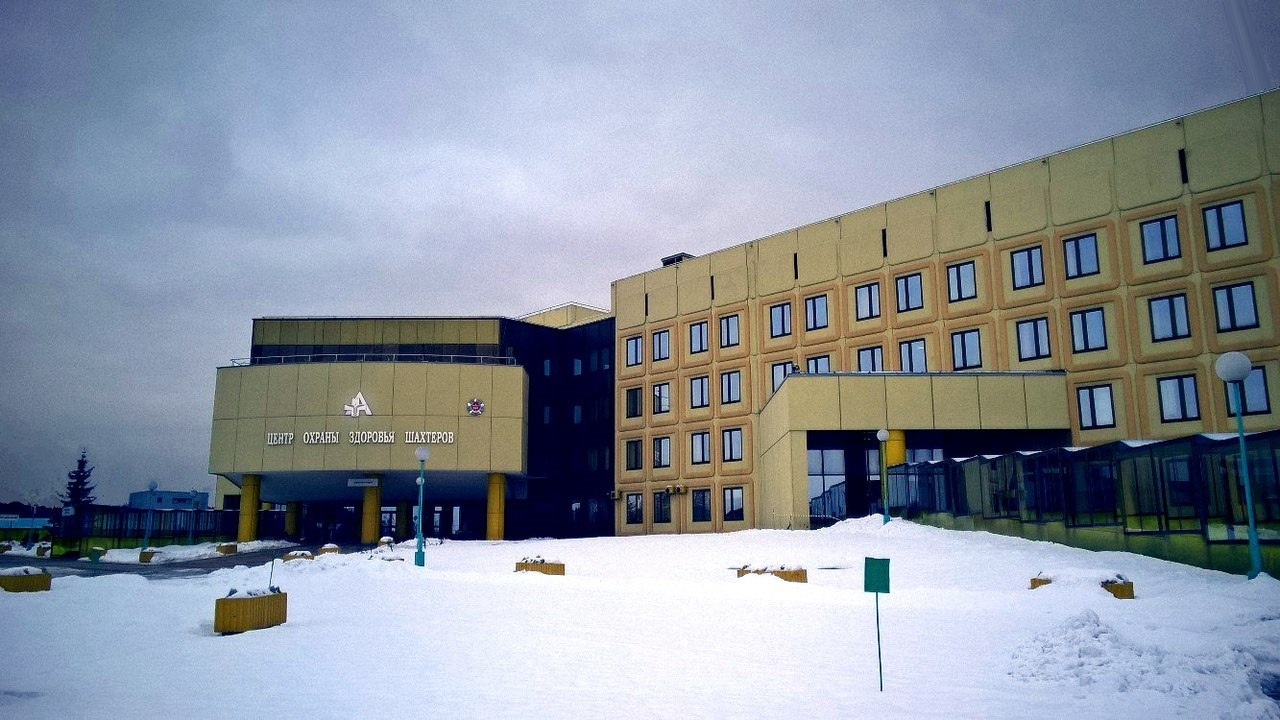
Центр охраны здоровья шахтёров

В 1990 году в городе были открыты первые в области выставочный зал и террариум. В 1993 году открылся Научно-клинический центр охраны здоровья шахтёров, одна из крупнейших больниц в области и самая современная больница за Уралом, построенная на деньги треста «Ленинскуголь» хорватской компанией «Ингра». Также компанией «Ингра» в городе были построены гостиница «Загреб», микрорайон «Лесной городок» и завод строительных материалов. В 90-е годы шли переговоры о побратимстве города со столицей Хорватии городом Загребом, однако нет ни одного основания полагать, что закончились они успешно.
C 1993 по 1997 футбольный клуб Заря выступает в Первом дивизионе Первенства России по футболу. В 1997 году ленинск-кузнецкая команда выходит в 1/4 финала Кубка России по футболу, где в домашней встрече уступает московскому Динамо со счётом 0:2. В период с 1993 по 1996 и в сезоне 1997/1998 ленинск-кузнецкий Шахтёр выступал в чемпионате России по хоккею с мячом (Восточная группа).
Как и по всей стране, в 90-е годы в городе значительно вырос уровень преступности. Криминальные хроники того времени до сих пор всплывают даже на федеральных телеканалах. В 90-е же годы происходит банкротство многих шахт и прочих предприятий. Показательным является убийство сотрудника налоговой полиции В. В. Клюева 9 сентября 1996 года. Позже в его честь назовут бульвар в микрорайоне № 3.
Во второй половине 90-х годов мэром города стал Геннадий Коняхин, имя которого до сих пор носит городской рынок. Особую известность получил случай, когда статья газеты «Известия» «Время быков» попалась на глаза президенту России Борису Ельцину, что вызвало его бурную реакцию на её содержание. На встрече с министром внутренних дел Анатолием Куликовым было дано поручение разобраться с ситуацией. Преступные факты, указанные в газете, выявлены не были.
22 августа 1999 года в центре города была заложена часовня в честь иконы Божией Матери «Всех Скорбящих Радость» памяти погибших шахтёров. Строительство велось год. Часовня облицована белым мрамором и является «сестринской» часовней для подобной в Кемерове, но облицованной чёрным мрамором.

### XXI век
Начало XXI века ознаменовало начало восстановления того, что было утрачено в 90-е годы прошлого века. Так, была отремонтирована городская водопроводная система, значительно обновлён состав городского транспорта. 

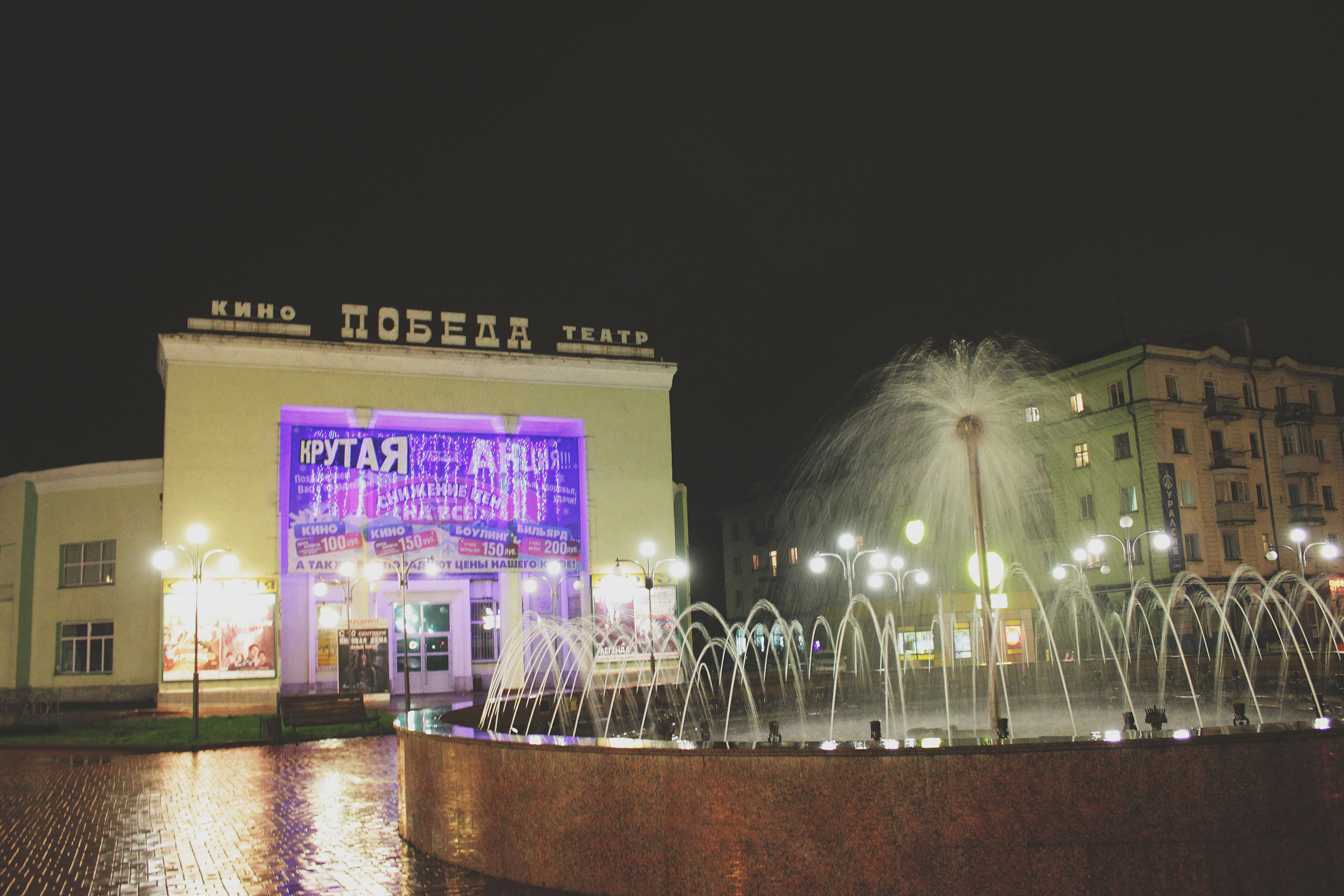
Площадь Победы после реконструкции

В 2007 году город стал базой для предолимпийских тренировочных сборов российских спортивных гимнастов. Это потребовало реконструкции участка проспекта Ленина, прилегающего к территории дворца спортивной гимнастики, площади перед самим Дворцом, капитального ремонта здания Дворца. Был установлен фонтан с уникальной скульптурной композицией.
Открытие торгового центра «Фабрика» смогло подстегнуть развитие городской торговли. Впервые крупный торговый центр располагался за пределами Кемерова и Новокузнецка. До сих пор этот торговый центр является крупнейшим вне двух крупнейших городов региона.
С середины 2000-х годов велось строительство первой за Уралом скоростной автомагистрали между городами Кемерово и Ленинск-Кузнецкий. В 2019 году автомагистраль полностью достроена и введена в эксплуатацию.
В 2012 году была произведена реконструкция площади Победы. Перед кинотеатром разбили клумбы и сделали светомузыкальный фонтан.
В 2013 году город принимал областные торжества по случаю Дня шахтёра. Совокупные инвестиции составили около 2 млрд рублей. Были покрашены фасады домов на центральных улицах, построен ледовый дворец и городская площадь Торжеств им. В. П. Мазикина.

## Население
| 1926     | 1931     | 1939     | 1956     | 1959     | 1962     | 1967     | 1970     | 1973     | 1975     | 1976     |
| -------- | -------- | -------- | -------- | -------- | -------- | -------- | -------- | -------- | -------- | -------- |
| 20 000   | ↗39 100  | ↗83 000  | ↗119 000 | ↗132 156 | ↗140 000 | ↘138 000 | ↘127 747 | ↗129 000 | ↗130 000 | →130 000 |
| 1979     | 1982     | 1986     | 1987     | 1989     | 1990     | 1991     | 1992     | 1993     | 1994     | 1995     |
| ↗132 124 | ↗134 000 | ↗135 000 | ↗169 000 | ↘165 487 | ↘125 000 | ↗133 000 | ↘132 000 | →132 000 | ↘131 000 | ↘120 000 |
| 1996     | 1997     | 1998     | 1999     | 2000     | 2001     | 2002     | 2003     | 2004     | 2005     | 2006     |
| ↘119 000 | ↘118 000 | ↘116 000 | ↘115 600 | ↘113 800 | ↘111 600 | ↗112 253 | ↗112 300 | ↘110 400 | ↘109 300 | ↘107 800 |
| 2007     | 2008     | 2009     | 2010     | 2011     | 2012     | 2013     | 2014     | 2015     | 2016     | 2017     |
| ↘106 400 | ↘105 400 | ↘104 829 | ↘101 666 | ↘101 491 | ↘100 458 | ↘99 689  | ↘99 298  | ↘98 667  | ↘97 666  | ↘96 921  |
| 2018     | 2019     | 2020     | 2021     | 2025     |          |          |          |          |          |          |
| ↘96 139  | ↘95 279  | ↘94 398  | ↘92 244  | ↘88 171  |          |          |          |          |          |          |

На 1 января 2025 года по численности населения город находился на 188-м месте из 1124 городов Российской Федерации.
С начала XX века население города росло по мере роста промышленности. С конца 1980-х годов население города постоянно уменьшается. В 1990-х годах из подчинения Ленинска-Кузнецкого был выделен город Полысаево, что также негативно сказалось на демографии города. К концу первого десятилетия XXI века демографическая ситуация в городе немного стабилизировалась, однако до сих пор наблюдается значительный темп убыли населения.

## Символика
Герб
Герб города Ленинска-Кузнецкого представляет собой геральдический щит французской формы красного и зелёного цветов.
Уголь с исходящими от него лучами сияния — символ жизни и тепла, выделяемого при его сгорании.
Молот и кирка дополняют символику города Ленинска-Кузнецкого, где помимо угольной промышленности развито машиностроение, металлообработка, химическое производство.
Голубая полоса, окаймлённая серебром, символизирует реку Иня, приток Оби, на которой расположен город Ленинск-Кузнецкий.
Флаг

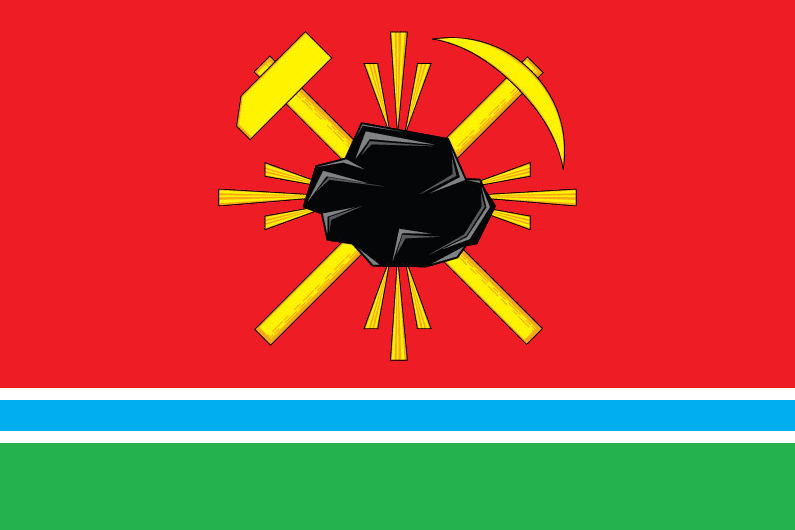
Флаг города Ленинск-Кузнецкий

Флаг разработан на основе герба, который языком символов и аллегорий отражает природные и экономические особенности города Ленинска-Кузнецкого.
Гимн
Гимном города является песня «Город горняков». Музыка И. Другова на стихи Н. Попова.

## Административное устройство
Застройка и заселение города происходили хаотично: шахта — посёлок. В 1980-х годах была попытка ввести в городе районное деление, были образованы два района: Кольчугинский ( к западу от Камышенки) и Октябрьский (к востоку от Камышенки). Октябрьский район включал также рабочий посёлок Полысаево. Вскоре районы были упразднены. Полысаево стал городом. В 1994 году был разработан генеральный план развития города. Город делится на несколько районов:
- северная часть — промзона
- северо-восточная — жилые микрорайоны (1-й, 2-й, 3-й, 4-й, 7-й), Лапшиновка, пос. Строительный, Лесной городок — свободные безугольные земли
- юго-восточная — пос. Дачный
- центральный район — на правом берегу Ини (КПД Лазурный, Военка, Ласточка, Центр), на севере граничит с Журинским логом (Муравьи), на востоке ограничен железной дорогой
- южный форпост — срастание городов Ленинска-Кузнецкого и Полысаево (район Кирзавод)
- на юго-западе— посёлки шахты «7 Ноября», «Комсомолец» (Семёрка, Комсомолка), Телецентр, район Закамышанской больницы, улица Ивана Юрьевича Семыкина
- на западе — шахтёрские рабочие посёлки — четвёртый участок и десятый участок.

## Культура
Кинотеатр «Победа», который был открыт в 1938 году (первый звуковой кинотеатр). В 2002 году в нём был проведён капитальный ремонт и установлена звуковая система Dolby Digital Surround EX.

В 2008 году кинотеатр «Победа» стал развлекательным центром. Сейчас РЦ «Победа» — это кинозал на 230 мест, боулинг-центр, бильярдный клуб, кафе.
Киноцентр «Киногалактика» — современный трёхзальный киноцентр, который открылся 14 февраля 2013 года в торгово-развлекательном комплексе «Фабрика». В киноцентре 3 кинозала: премьерный зал № 1 рассчитан на 150 мест, второй зал — на 77 мест, третий — 80 мест. Кинотеатр предлагает зрителям широкий выбор фильмов в удобное время: наличие нескольких залов позволяет демонстрировать несколько фильмов, на любой вкус, с минимальным перерывом между сеансами, каждый четверг в репертуаре — новые премьеры российского кинопроката.
Дворец культуры и искусства (до 2017 года — ДК им. Ярославского) — культурный центр, оформленный в стиле греческого акрополя. Кинозал, концертный зал, танцпол, кружки и секции.
Центральный Дворец культуры расположен в центральной части города между остановками «площадь Победы» и «ЦЭММ». Одно из старейших учреждений культуры в городе. Имеется концертный зал, ряд творческих коллективов, кружки и секции.
В городе есть собственный телеканал «ТНТ-Ленинск ТВ».
Культурные учреждения города:
- Центральный Дворец культуры
- Дворец культуры и искусства
- Дворец культуры им. Ленина
- Дом культуры «Строитель»
- Дом культуры «Никитинский»
- Краеведческий музей
- Выставочный зал, террариум

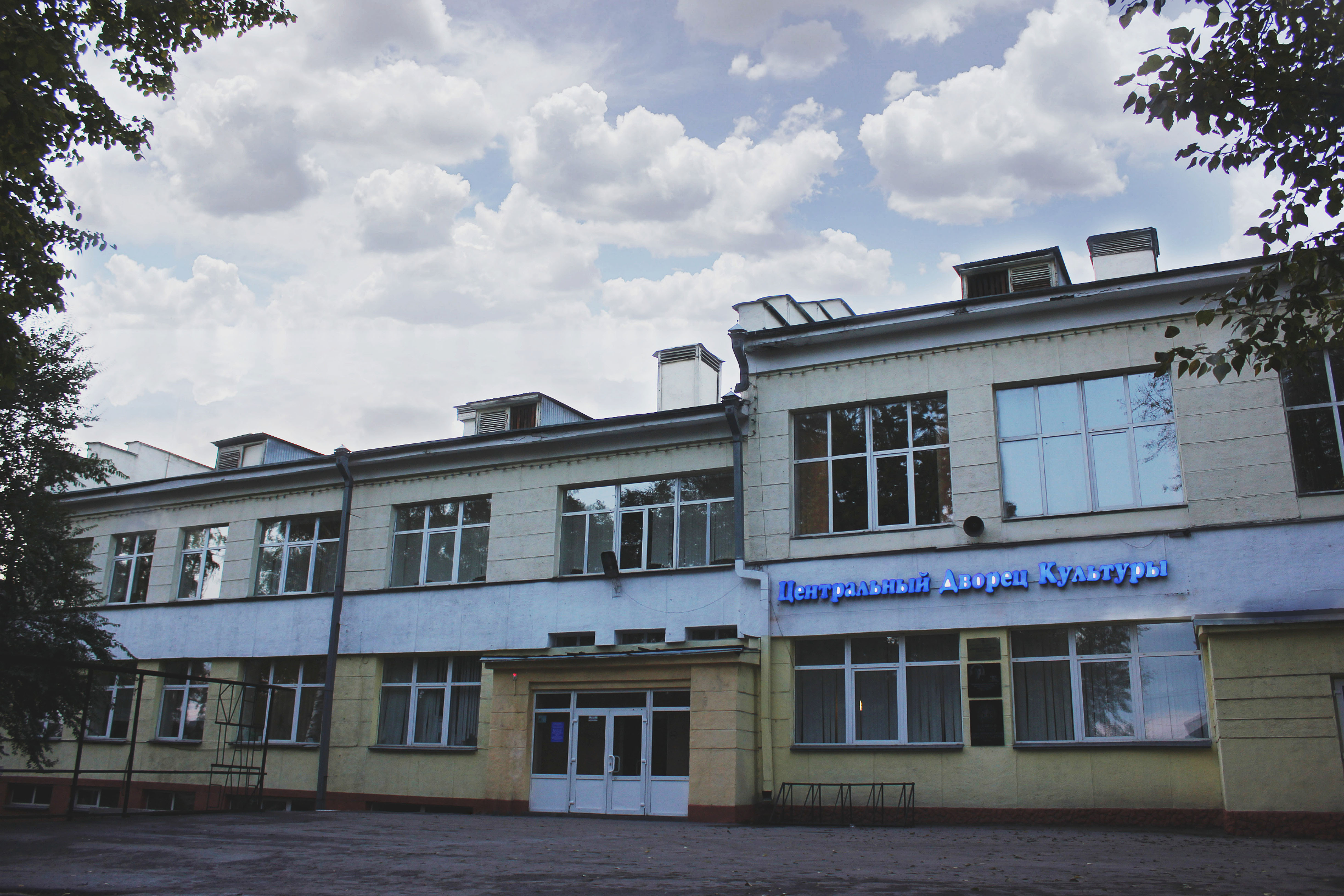
ЦДК

- Централизованная библиотечная система им. Крупской
- Детская художественная школа № 4 им. А. И. Шундулиди
- Детская музыкальная школа № 12
- Детская школа искусств № 18.

## Достопримечательности
Основные достопримечательности сосредоточены в центральной части города. Среди них стоит отметить Кинотеатр «Победа» 1938 года постройки, бюст дважды Героя СССР А. П. Шилина, обелиск в сквере Мартовского Восстания и пешеходная улица Ломоносова. Особый интерес для гостей города представляют музей Кольчугинского рудника, отражающий историю угледобычи региона, и единственный за Уралом музей пожарной техники.
Уникальный в области террариум приютил нильского и кубинского крокодилов (каждый длиной более 2,5 метров), официально признанную Книгой рекордов самую старую змею России и множество других рептилий.
В городе имеются единственная в мире скульптурная композиция посвящённая спортивной гимнастике «Спортивная гимнастика», памятник Шахтёрской лампе. В районе ЦДК расположены памятник жертвам аварии на Чернобыльской АЭС и памятник воинам России. На площади у ДК культуры и искусства — памятник Николаю Второму. В городе имеется несколько памятников жертвам ВОВ:
- в районе шахты им. Кирова,
- в районе ЦДК,
- в самом начале улицы Ломоносова, на площади Победы (композиция из пушки, вечного огня, ордена ВОВ и монумента),
- в районе шахты им. Рубана.

Функционируют фонтаны:
- на Площади Победы. Свето-музыкальный
- 2 фонтана в районе шахты Рубана
- фонтан на площади шахты Кирова
- у Горэлектросети
- фонтан на площади у Дворца спортивной гимнастики

Также были фонтаны у ДК им. Ярославского и в парке им. Горького.
Основные площади города — площадь Победы, площадь у ДК культуры и искусства, площадь у шахты им. Кирова, площадь перед Дворцом спортивной гимнастики и городская Площадь торжеств им. В. П. Мазикина. Между ул. Пушкина и пр. Кирова в районе ДК культуры и искусства проходит Аллея Шахтёрской Славы. Была открыта в 2002 году по случаю проведения в городе областного Дня Шахтёра. В 2008 году по случаю добычи 1 000 000 000 тонн угля на Ленинском (Кольчугинском) руднике была отремонтирована. Установлена стела по случаю данного события, а также городская доска почёта. Ранее в городе было три памятника В. И. Ленину, однако со временем остался один, у здания суда.

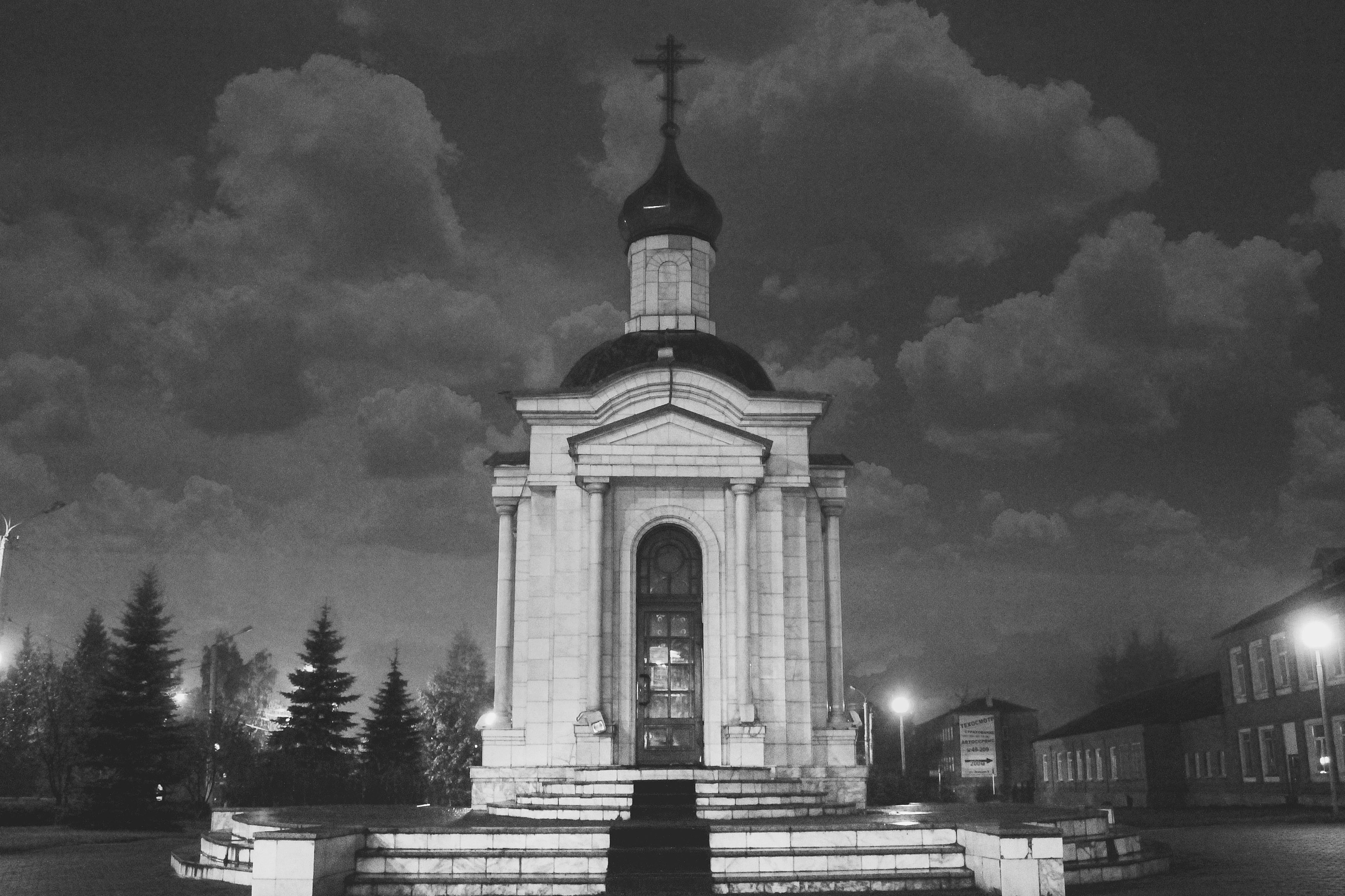
Часовня памяти погибших шахтёров
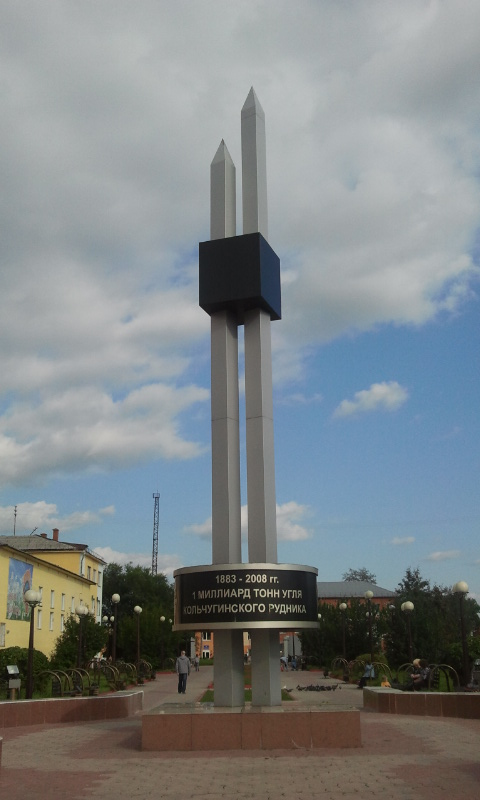
Монумент 1 000 000 000 т. угля Кольчугинского рудника
Бюст дважды Героя СССР А. П. Шилина
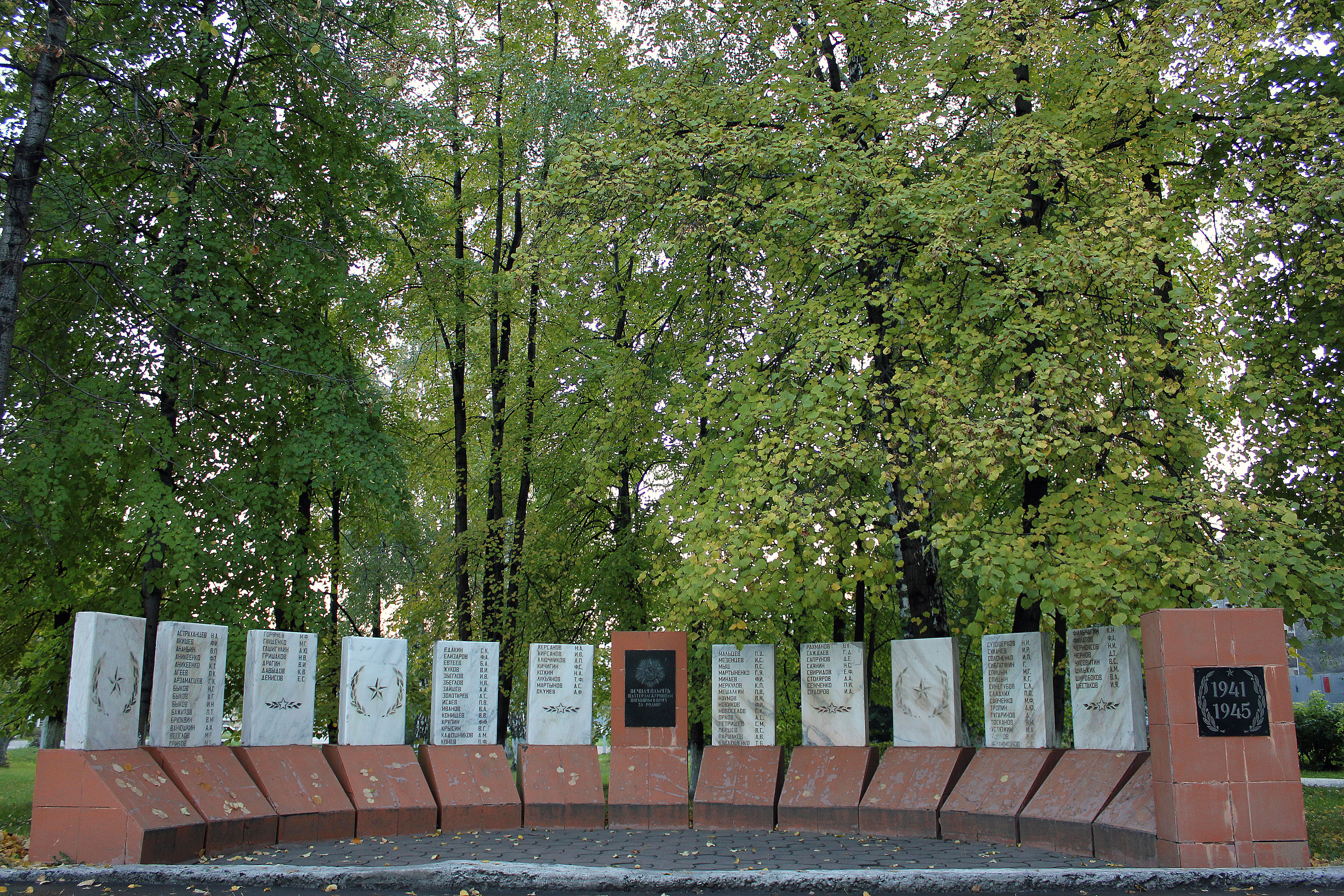
Памятник шахтёрам-журинцам, погибшим в годы Великой Отечественной войны
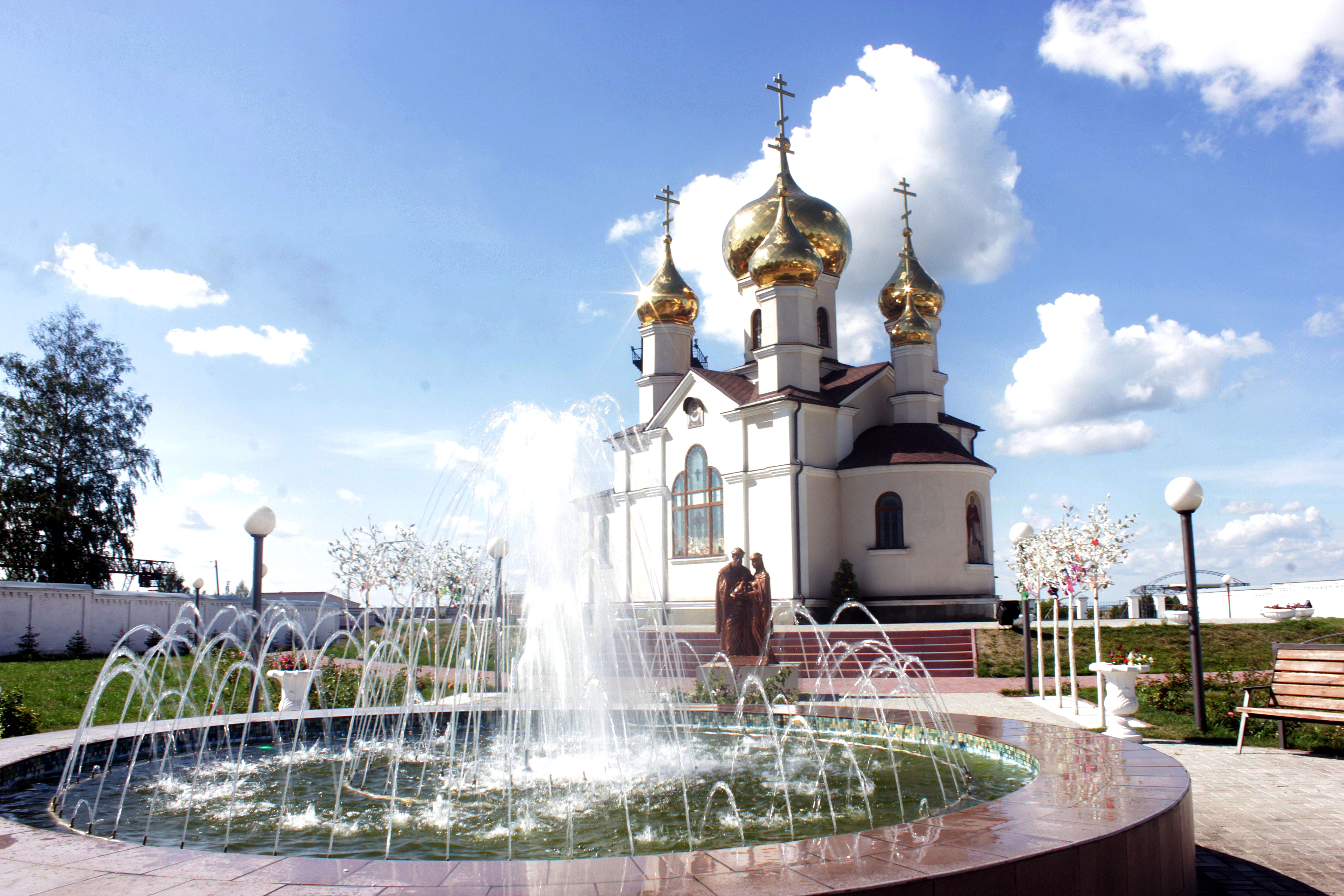
Фонтан в районе шахты Рубана
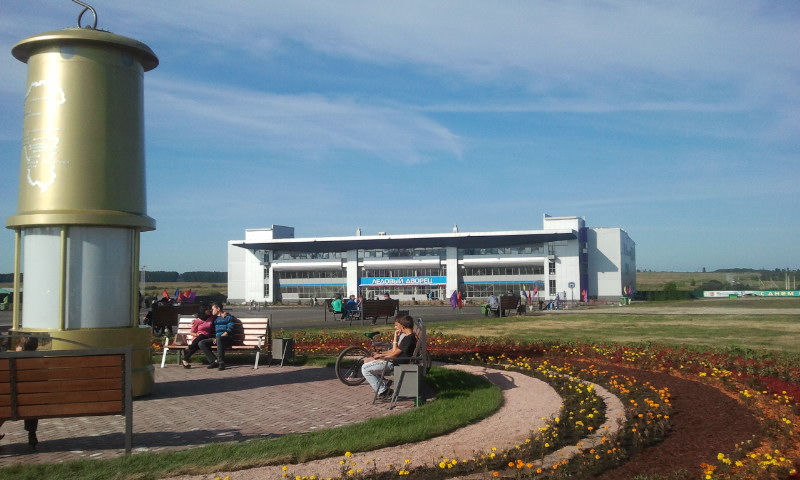
Пл. Торжеств им. В. П. Мазикина Ленинск-Кузнецкий

## Архитектура
В центральной части присутствуют дома в стиле сталинского ампира. Именно там располагаются основные культурные точки города, например, Краеведческий музей.
В южной части города преобладает частная деревянная застройка.
В юго-западной части (выезд в направлении Новосибирска) имеются улицы с двухэтажными многоквартирными домами, построенными из качественного круглого, всегда дефицитного для Кузбасса, леса.
В районе «Ласточки», автовокзала и Дворца спортивной гимнастики преобладают хрущёвки. Однако в районе завода Кузбассэлемент также присутствуют 2- и 3-этажные дома сталинской эпохи.
В северо-восточной части города преобладает частная застройка. На севере, в 1, 2, 3, 4 и 7-м микрорайонах, ведётся основное строительство, дома там в основном 9-этажные. В Лесном Городке находятся коттеджные посёлки.

## Экономика

### Промышленность
Жизнь города обеспечивают предприятия разных отраслей промышленности: угольной, машиностроения, химической, строительных материалов, пищевой.
Угольная промышленность является основным видом экономической деятельности, ведущей отраслью на территории города и занимает более 77 % в общем объёме выпускаемой продукции. В настоящее время добыча угля ведётся на 3 шахтах, входящих в состав филиала ОАО «СУЭК-Кузбасс» в г. Ленинске-Кузнецком: ОАО «Шахта им. С. М. Кирова», ОАО "Шахта «Комсомолец», ОАО «Шахта им. А. Д. Рубана».
Объём добычи составляет свыше 10 млн тонн в год.
В главном здании офиса работает Единый диспетчерско-аналитический центр ОАО «СУЭК-Кузбасс».
Второй основной вид экономической деятельности — обрабатывающие производства (в общем объёме выпускаемой продукции составляет 16,7 %), представлен такими отраслями, как машиностроение (в том числе ООО «Сибдамель»), производство строительных материалов, химическая, а также пищевая и лёгкая промышленность.
Производство пищевых продуктов представлено предприятиями: ООО «Серп Плюс», ООО «ПКФ Астериас», ИП Галле, ООО ПТФ «Динас», ООО «Зерх Плюс», ООО «Злаки» и так далее. Ведущее место занимал ОАО «Ленинск-Кузнецкий хлебокомбинат», закрытый в 2021 году и выпускавший широкий ассортимент продукции: 29 наименований хлеба, 21 хлебобулочное изделие, более 100 наименований кондитерских изделий.
Текстильное и швейное производство представлено предприятиями: ООО «Сиб-стиль», ООО «Сибтекс», ООО Ателье «Лада», ООО Ателье «Силуэт», ООО Ателье «Фантазия». Производством кожи, изделий из кожи и производством обуви занимается ЗАО «Ленинск-обувь». Обработка древесины и производство изделий из дерева представлена ООО «Сиблес».
Целлюлозно-бумажное производство, издательская и полиграфическая деятельность — ОАО «Ленинск-Кузнецкая типография», издательствами газет «Ленинск ТВ», «Городская газета», «Ассорти», «Лично в руки».
Производство кокса представлено единственным предприятием ООО «Завод полукоксования».
Химическое производство представлено предприятиями ООО ТД «Полифлок», ЗАО «КАРБО-ЦАКК».
Производство прочих неметаллических минеральных продуктов — ООО «Ленинск-Кузнецкий завод строительных материалов», ООО «Экономный дом».
Металлургическое производство и производство готовых металлических изделий представлено Заводом строительных металлоконструкций ОАО «РЖДстрой», ООО «Метакон», ООО «Пригаз». Производство машин и оборудования — ООО «Завод Красный Октябрь», ОАО «Завод шахтного пожарного оборудования», ООО «Сиб-Дамель-Новомаг», ООО «Спецналадка», ООО «Кольчугинская химическая компания», ООО «СибТ», ООО "ПКФ «Риф» и занимает 32,3 % от объёма обрабатывающих производств.
Общий объём промышленного производства в городе за 2013 год — 29 млрд рублей, единственный город в области, показывающий интенсивный промышленный рост.

### Строительство
В 2012 году было введено 29007 м² жилья и доля индивидуальной застройки в общем вводе жилых домов увеличилась на 15,8 %.

Ввод жилья в расчёте на 1 человека составил 0,28 м².
Имеется водозабор из Томи, Демьяновский водозабор подземных вод.

## Транспорт
Городской транспорт представлен троллейбусами, маршрутными такси и автобусами, а также такси от частных компаний. Транспортная сеть города насчитывает 4 троллейбусных маршрута, 12 маршрутов автобусов городского следования (в том числе 3 — идущих по городу Полысаево) и 27 пригородных маршрутов, 18 маршрутов маршрутного такси (в том числе 10 — пригородных). Кроме этого, 5 автобусных и 6 таксомоторных маршрутов являются общими для Ленинска-Кузнецкого и Полысаево.
Железнодорожное сообщение представлено только редкими поездами дальнего следования: раз в сутки Кисловодск — Новокузнецк, раз в два дня Новокузнецк — Томск и Новокузнецк — Владивосток (прицепной). Пригородного движения нет.
Город стоит на пересечении важнейших автомобильных дорог между городами Западной Сибири (Новосибирск, Кемерово, Новокузнецк, Томск). В центре города находится автовокзал, открытый в 1968 году.
Сегодня Ленинск-Кузнецкий автовокзал является одним из крупнейших вокзалов в области. Каждый день от автовокзала отправляется от двух до трёх тысяч пассажиров. Пассажирские перевозки осуществляются как по территории Кемеровской области, так и за её пределы. В сутки автовокзал обслуживает более полутора сотен рейсов по сорока междугородным и пригородным маршрутам, в основном по направлению в города Кузбасса, Алтайского края, Новосибирской и Томской областей.
В Советское время в городе действовал аэродром местных авиалиний.

## Образование
Филиалы и представительства высших учебных заведений
- Томский государственный архитектурно-строительный университет (филиал);
- Кемеровский технологический институт пищевой промышленности (представительство)

Учреждения среднего профессионального образования

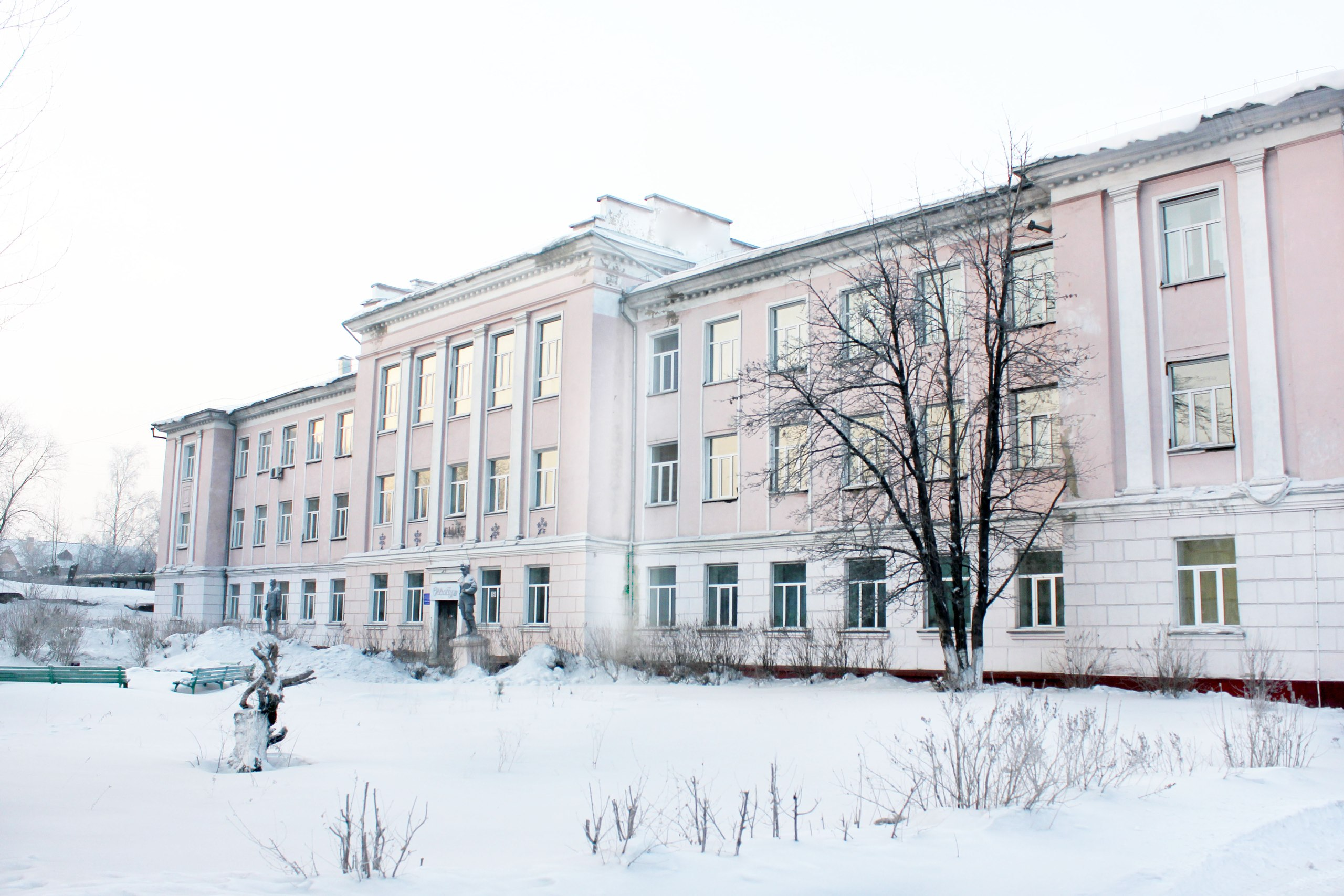
Ленинск-Кузнецкий горнотехнический техникум

- Ленинск-Кузнецкий горнотехнический техникумГОУ СПО «Ленинск-Кузнецкий горнотехнический техникум»;
- ГПОУ «Ленинск-Кузнецкий политехнический техникум» (бывшее ГОУ «Профессиональное училище № 17», бывшее ГОУ «Профессиональное училище № 14» с 18.09.2014 присоединено к «Ленинск-Кузнецкий политехнический техникум»);
- Кемеровский областной медицинский колледж (филиал);
- ГОУ «Ленинск-Кузнецкое училище олимпийского резерва»;
- Кемеровский профессионально-технический колледж (филиал)

Школы и детские дома
- Пятнадцать общеобразовательных школ;
- Две гимназии (№ 12, 18);
- Один лицей (№ 4);
- Школа-интернат спортивного профиля;
- Одна коррекционная школа № 6;
- Три вечерние школы (№ 1, 3, 7);
- Два детских дома;
- Тридцать дошкольных образовательных учреждений

Учреждения дополнительного образования
- Дворец творчества детей и учащейся молодёжи;
- Центр дополнительного образования;
- Научно-методический центр;
- Центр психолого-медико-социального сопровождения;
- СДЮСШОР по спортивной гимнастике имени И. И. Маметьева;
- Детско-юношеская спортивная школа № 4;
- Детская музыкальная школа № 12;
- Детская школа искусств № 18;
- Детская художественная школа № 4;
- ЦБС им. Крупской

## Религия

### Православие
- Свято-Серафимо-Покровский монастырь[59].

По данным 1852 года в селе значилась деревянная церковь первого поколения. Вторая деревянная однопрестольная Покровская церковь была построена в 1859—1862 годах поляками, высланными сюда ещё в 1836 году.
В 1886 году здание было частично перестроено. В 1930-е годы Покровскую церковь закрыли. Восстановлен приход 30 июня 1945 года.
В сентябре 1961 года Покровская церковь была закрыта, утварь перевезена в Вознесенскую церковь г. Белова, а здание разрушено, как мешающее строительству мастерских средней школы № 13.
Строительство новой каменной Покровской церкви непосредственно связано с образованием Серафимо-Покровского монастыря по Указу архиепископа Новосибирского и Барнаульского Гедеона. 21 января 1987 года была зарегистрирована православная община прихода Покровской церкви, настоятелем которой служил протоиерей Сергей Плаксин. Одновременно со строительством храма шло формирование монастырей. 11 октября 1989 года приняли постриг пять православных прихожанок, несколько пришли на послушание.
Официально женский монастырь на территории прихода Покровской церкви был учреждён по благословению Святейшего Патриарха Московского и всея Руси Алексия II и по Постановлению Священного синода Русской православной церкви от 3 апреля 1992 года, а также на основании Указа Преосвященнейшего епископа Красноярского и Енисейского Антония от 4 апреля 1992 года. В основу устава монастыря был положен устав Серафимо-Дивеевской обители. Согласно уставу на весь день расписаны правила поведения монахинь, начиная с утреннего богослужения в 4 часа 30 минут и кончая вечерним в 17 часов. По Указу Преосвященнейшего епископа Кемеровского и Новокузнецкого Софрония от 30 октября 1994 года монахиня Мария (Шнуровозова), бывшая псаломщица из Михаило-Архангельской церкви города Новокузнецка указом Священного Синода назначается настоятельницей монастыря и Покровской церкви.
В 1995 году в монастыре было 13 монахинь и 3 инокини, готовящиеся к монашескому постригу. С мая 2009 года настоятельница монастыря — монахиня Нектария (Седова), прежде насельница Черноостровского монастыря.
- Храм святых Новомучеников и Исповедников Российских[60]

Летом 1994 года освятили место под строительство храма. Приход открыт в 1995 году. Под храм перестроено в 1995—1996 годах каменное одноэтажное здание бывшего клуба ОРСа. В здании надстроили кирпичные стены, пристроили алтарь, трапезную, возвели колокольню и шатровую крышу. Первым настоятелем храма был Сергей Анатольевич Плаксин, с 1997 года — Василий Гутович.
Святынями храма являются икона с мощами свв. прпп. Оптинских Старцев, икона с мощами св. прп. Феодора Санаксарского, из разрушенного храма икона мчч. Кирика и Иулитты, икона вмч. и целителя Пантелеимона.
В библиотеке прихода имеется необходимая православная литература, видео и аудио-кассеты. При необходимости они предоставляются педагогам ВШ благочиния.
В «Городской газете» есть «Православная страничка», где отвечает на вопросы читателей прот. Василий Гутович, печатаются рассказы о православных праздниках, жития святых и другое. Перед Великими праздниками священники храма дают интервью журналистам местных телеканалов: «Ленинск TV», «Омикс». Значимые события освещаются местным телевидением и сообщаются в пресс-службу епархии.

### Римско-католическая церковь
Представлена приходом «Святого Иосифа»

### Буддизм
Представлен местной религиозной организацией Ленинск-Кузнецкая Буддийская Община «Сукхавати», относящейся к централизованной религиозной организации «Буддийская традиционная сангха России». Председатель Совета общины, досточтимый лама Еше Лег Цог, также является главным секретарём (руководителем) Объединения буддистов Кемеровской области.

### Евангельские христиане-баптисты
Представлены общиной около 100 человек, в 1960-х годах доходила до 700 человек. В городе действует молитвенный дом евангельских христиан-баптистов российского союза церквей ЕХБ. При доме молитвы действуют воскресная школа, подростковый клуб, молодёжные встречи, церковный хор. Богослужения проводятся каждое воскресенье, а также среди недели.

### Ислам
Представлен местной организацией «Мухаррам».

### Евангельские христиане-пятидесятники
Российская Церковь Христиан Веры Евангельской «Свет Миру»: пастор Коптель Артем Алексеевич
Церковь «Свет Миру» г. Ленинск-Кузнецкий — динамично развивающаяся в городе пятидесятническая церковь, представлена общиной до 70 человек (на начало 2024 года). Одно из социальных служений церкви — центр духовного восстановления для нарко- и алкоголезависимых граждан; где зависимые люди получают свободу от наркотиков и алкоголя, начиная новую жизнь. Каждую среду в городе работает миссия «Накорми голодных», где бездомные получают горячую пищу и помощь. В середине недели для прихожан и новообращённых проводится служение «домашние группы», где прихожане общаются в непринуждённой обстановке, читают и разбирают Библию, совершают молитвы за нужды людей. Данная церковь является материнской для церквей «Свет Миру» городов Полысаево, Белово и пгт. Зеленогорский.

## Средства массовой информации

### Телевидение
Центральное телевидение появилось в 1962 году.

### Печатные СМИ
С 1930 года издаётся городская газета «Ленинский шахтёр», с 1994 года — «Городская газета».
С 2002 года издаётся городская газета «Ленинск ТВ».